# Samefko Ludidi
Samefko Ludidi (Geleen, 18 februari 1985) is een Nederlandse voedingsdeskundige.  

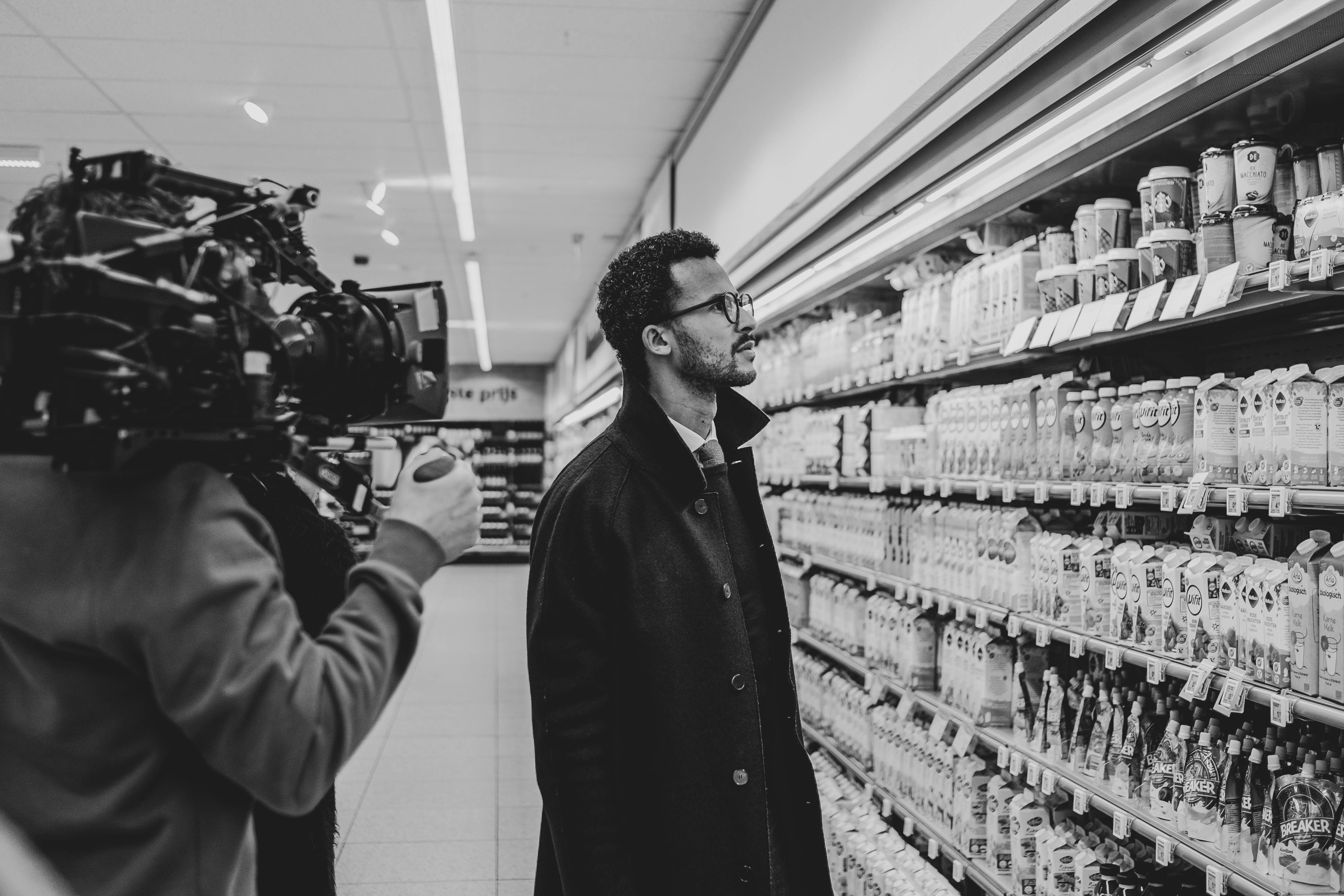
dr. Samefko Ludidi - Keuringsdienst van Waarde, 2020

## Carrière
Ludidi studeerde bewegingswetenschappen en voedingswetenschappen aan de universiteit van Maastricht. Ludidi promoveerde op 3 september 2014 op het prikkelbaredarmsyndroom, bij de afdeling maag-darm- en leverziekten van diezelfde universiteit.
Na zijn promotie startte Ludidi een eigen praktijk als gezondheidsadviseur. Tussen 2016 en 2018 werkte hij bij het lectoraat Gastronomy van Peter Klosse, aan de aan de Hogeschool Zuyd (Hotel Management School Maastricht). In april 2019 publiceerde hij “De dr. Ludidi Vastenmethode – Intermittent fasting: verantwoord vasten voor iedereen”. Met zijn methode pleit Ludidi voor een gepersonaliseerde en situatieafhankelijke benadering van gezondheidsbevordering door onderbroken vasten. In oktober 2019 verscheen Ludidi in de uitzending over vasten in het televisieprogramma Dokters van Morgen, waarvoor hij Antoinette Hertsenberg en twee andere proefpersonen onderwierp aan zijn methode van vasten. Het programma leidde tot veel ophef in Nederlandse media, onder andere door uitspraken over het genezen van kanker. Ludidi is onder meer voedingscoach van Badr Hari, Ilias Ennahachi en de UCI World Tour wielerploeg Team Qhubeka ASSOS.

## Privé
Ludidi heeft een partner en twee kinderen.